# Josef Schraner
Josef Schraner (nascido em 5 de abril de 1929) é um ex-ciclista suíço. Competiu nos Jogos Olímpicos de Verão de 1952 em Helsinque, onde foi membro da equipe suíça de ciclismo que terminou em nono lugar no contrarrelógio por equipes. No contrarrelógio individual, Schraner terminou na vigésima posição.